# Байрон (мыс)
Мыс Ба́йрон (англ. Cape Byron) — самая восточная точка Австралийского континента.
Мыс Байрон назван Джеймсом Куком, когда он проплывал мимо мыса 15 мая 1770 года. Назван им в честь Джона Байрона, совершившего кругосветное плавание на корабле «Дельфин» в 1764—1766 годах.
На мысе расположен построенный в 1901 году маяк, который остаётся единственным действующим маяком Викторианской эпохи. Мыс и его постройки входят в природно-исторический парк «Мыс Байрон».